# Pladda
Pladda es una isla de Escocia, localizada en el Firth of Clyde, frente a la costa sur de Arran. La isla alberga un faro con el mismo nombre.
Pladda es pequeña y plana, con menos de un kilómetro de largo. El punto más alto de la isla se eleva a tan sólo 27 m s. n. m. Inusualmente para una isla tan pequeña, Pladda posee su propia fuente de agua dulce.

## El faro
El faro de Pladda data de 1790 y fue diseñado por Thomas Smith. Funciona de manera automatizada desde 1990.